# قیفک زیبولد
قیفک زیبولد (نام علمی: Conus sieboldii) نام یک گونه از سرده قیفک‌ها است.